# Kataklázit
A kataklázit kataklázison keresztül ment, azaz diszlokációs metamorf hatásra képződött, átalakult kőzet. Nem, vagy csak nagyon gyengén kifejlett palásságot mutat. Általában szögletes ásvány- és/vagy kőzettöredékekből áll, amelyeket finomszemcsés mátrix vesz körül. A mátrix és a nagyméretű töredékek anyaga azonos.

## Típusai
- Protokataklázit – Olyan kataklázitváltozat, amelyben a finomszemcsés mátrix részaránya csak 10-50%.
- Mezokataklázit – A finomszemcsés mátrix mennyisége 50-90% között van.
- Ultrakataklázit – A finomszemcsés mátrix mennyisége több, mint 90%.
- Pszeudotachylit – Ultrafinom szemcsés, üveges vagy üvegesnek kinéző anyag, megjelenését tekintve a tűzkőre hasonlít. Képződése a tektonikai mozgás hatására a súrlódás következtében helyileg (néhány cm3-nyi térfogatban) a hőmérséklet annyira megnőhet, hogy az anyag megolvad, de mivel a környezete sokkal hidegebb, a megolvadás után szinte azonnal meg is dermed.

## A diszlokációs metamorfitok rendszere
| Mátrix                                                  | Irányítatlan szövet | Irányítatlan szövet | Irányított szövet               |
| Laza                                                    | Vetőbreccsa         | (törmelék > 30%)    | -                               |
| Laza                                                    | Vetőagyag           | (törmelék < 30%)    | -                               |
| Kötött                                                  | Dörzsbreccsa        | durva (> 5 mm)      | -                               |
| Kötött                                                  | Dörzsbreccsa        | finom (0,1–5 mm)    | -                               |
| Kötött                                                  | Dörzsbreccsa        | mikro (< 0,1 mm)    | -                               |
| Kötött, a finomszemcsés anyag 10-50%                    | Protokataklázit     | Protokataklázit     | Protomilonit                    |
| Kötött, a finomszemcsés anyag 50-90%                    | (Mezo)kataklázit    | (Mezo)kataklázit    | (Mezo)milonit                   |
| Kötött, a finomszemcsés anyag >90%                      | Ultrakataklázit     | Ultrakataklázit     | Ultramilonit                    |
| Kötött, nagyméretű kristályokkal, vagy kőzettörmelékkel | -                   | -                   | Szemes milonit (blasztomilonit) |
| 100% kőzetüveg                                          | Pszeudotachylit     | Pszeudotachylit     | Hialomilonit                    |
| Filloszilikát                                           | -                   | -                   | Fillonit                        |

## Rokon kőzetek
milonit, dörzsbreccsa, vetőbreccsa, vetőagyag